# セカルマジ・マリジャン・カルトスウィルヨ
セカルマジ・マリジャン・カルトスウィルヨ（Sekarmadji Maridjan Kartosuwirjo、1905年1月7日 - 1962年9月5日）は、インドネシアにイスラム国家の樹立を目指したダルル・イスラム運動の指導者。

## 生涯

### 植民地支配下の活動
1905年、中部ジャワ州の地方政府官吏の家庭に生まれる。1901年からオランダ領東インドでは倫理政策が実施され、現地民への近代化教育が行われ始めていたため、カルトスウィルヨはヨーロッパ式の近代教育を受けて育った。
1923年にオランダインド諸島医科大学に入学。在学中にサレカット・イスラム指導者のウマル・サイード・チョクロアミノトと出会い、彼の家に個人秘書として住み込むようになり、サレカット・イスラムの思想に傾倒する。1927年、「共産主義に関する書籍を所持していた」として退学処分を受ける。その後、西ジャワ州ガルトのサレカット・イスラム指導者の娘と結婚し、同地にマドラサを設立した。
1939年1月30日、シャリーアに基くインドネシア国家の樹立を主張するカルトスウィルヨは、民族主義を重視するインドネシア・サレカット・イスラム党（PSII：1929年にサレカット・イスラムから改名）と対立し、党を除名される。除名後、カルトスウィルヨは党内の賛同者と共に「PSIIの真実の擁護委員会」を設立する。
太平洋戦争に伴う日本軍の軍政下で、宗主国オランダを含む連合国の侵攻に対抗するため日本軍への協力を決め、ガルトで民兵を組織する。

### 独立期の活動
1945年11月7日、マシュミの執行委員会メンバーに選出され、1947年には西ジャワ代表委員に任命される。7月3日、社会主義政権の首相アミル・サラフディンから国防副大臣への就任を要請されるが、イスラム国家の樹立を掲げていたカルトスウィルヨは要請を拒否した。
インドネシア独立戦争では世俗主義的なインドネシア国民党と共闘してオランダ軍へのゲリラ攻撃を展開し、1948年のレンヴィル協定締結によりオランダ軍を西ジャワ撤退に追い込んだ。しかし、カルトスウィルヨはスカルノらインドネシア国民党がオランダと妥協しながら独立を目指していることに反発しており、また同時期にスカルノ政権の経済状況の悪化を契機にイスラム教国家の樹立を本格的に模索し始め、8月に新国家の憲法を制定する。
1949年1月25日、カルトスウィルヨの民兵団とインドネシア国軍との間で武力衝突が発生。衝突によりスカルノ政権を敵と認識したカルトスウィルヨは、イスラム国家樹立に向けた準備に取り掛かる。スカルノは事態を沈静化するため、マシュミ穏健派のモハマッド・ナシールを通じて書簡を送る。8月5日に書簡は届いたが、既に独立の準備を終えていたカルトスウィルヨはナシールへ「私は自分の唾を飲み込む必要はない」と返信している。

### ダルル・イスラム運動

「インドネシア・イスラム国」国旗

1949年8月7日、カルトスウィルヨはダルル・イスラム運動を結成し、シャリーアに基くインドネシア国家「インドネシア・イスラム国」の樹立を宣言した。スカルノは政権基盤が脆弱だったため、カルトスウィルヨとの和解を求め1950年5月に2度目の接触を試みるが、既に国軍と「インドネシア・イスラム国」軍の戦闘が開始されていたため失敗している。しかし、10月22日、カルトスウィルヨはスカルノに書簡を送り、「反共産主義同盟の締結」「インドネシア・イスラム国の承認と国境線の指定」を要求している。
1952年1月、カルトスウィルヨと同じくイスラム国家の樹立を目指す南スラウェシ州のアブドゥル・カハル・ムザカルが、1953年9月にはアチェ州のダウド・ブルエの反乱勢力が「インドネシア・イスラム国」への参加を表明し、カルトスウィルヨは彼らを各地の指揮官に任命した。各地の反乱勢力を糾合したことで「インドネシア・イスラム国」は勢力を拡大し、1950年代には西ジャワの3分の1を支配下に置いた。1957年にはジャカルタのチキニでスカルノ暗殺を図るが失敗している。
1959年、スカルノ政権の盤石化により国軍が優勢に立ち、国軍は「インドネシア・イスラム国」の拠点を包囲し、補給ルートを寸断する。これによりダルル・イスラーム運動は劣勢に陥り、1960年にはダウド・ブルエが「インドネシア・イスラム国」を離脱し、カルトスウィルヨも4月に国軍から銃撃され負傷する。追い詰められたカルトスウィルヨは1961年に総力戦を宣言し市民から物資を略奪し始めたため、「インドネシア・イスラム国」の衰退に拍車をかけた。1962年5月、カルトスウィルヨはイード・アル＝アドハーに刺客を送り込み再びスカルノ暗殺を図るが、失敗している。
1962年6月4日、カルトスウィルヨはガルトの山奥にある隠れ家で国軍に逮捕され、6月6日にジャカルタに移送される。指導者を失った「インドネシア・イスラム国」は国軍に降伏し、8月までにダルル・イスラム運動は壊滅した。

### 死去
ダルル・イスラム運動の壊滅後、カルトスウィルヨはジャカルタで軍法会議にかけられ、8月16日に反乱とスカルノ暗殺未遂の罪で死刑判決を受ける。カルトスウィルヨは減刑を求めたが拒否され、9月5日にサウザンド諸島で銃殺刑が執行された。銃殺刑が執行された島が何処かは不明のため、カルトスウィルヨの埋葬地は分かっていない。